# Contea di Zheng'an
La contea di Zheng'an (正安县S, Zhèng'ān XiànP) è una contea della Cina, situata nella provincia del Guizhou e amministrata dalla prefettura di Zunyi.